# پادوانگودا
پادوانگودا (به لاتین: Paduangoda) یک منطقهٔ مسکونی در سری‌لانکا است که در استان مرکزی (سری‌لانکا) واقع شده‌است.